# آلسیو ویتا
آلسیو ویتا (انگلیسی: Alessio Vita؛ زادهٔ ۱۶ مارس ۱۹۹۳) بازیکن فوتبال اهل ایتالیا است.
از باشگاه‌هایی که در آن بازی کرده‌است می‌توان به باشگاه فوتبال مونتسا، باشگاه فوتبال چزنا، باشگاه فوتبال ساسولو، و باشگاه فوتبال ویچنزا اشاره کرد.
وی همچنین در تیم ملی فوتبال Italy U20 "C" بازی کرده‌است.